# Репита, Василий Васильевич
Василий Васильевич Репита (1 января 1935, Липина, Львовское воеводство, Польская Республика — 23 ноября 2020, Красноярск) — советский и российский баскетбольный тренер, заслуженный тренер РСФСР, судья республиканской категории.

## Биография

### Ранние годы
Родился в селе Липина, которое входило в состав Польской республики как населённый пункт Львовского воеводства, а позже стало частью Львовской области Украинской ССР. В детстве занимался волейболом. В 1950 году семью репрессировали и отправили в Красноярск. Позже выяснилось, что обвинение было ложным.
В Красноярске Репита, не успевший получить образование на Украине, устроился в вечернюю школу и параллельно работал на электровагоноремонтном заводе. Столь раннее начало трудовой карьеры объяснялось семейными трудностями: у него серьёзно болела мать, и он всячески пытался ей помочь.

### Карьера игрока
Окончил Красноярский техникум физической культуры в 1956 году и Красноярский государственный педагогический институт в 1970 году. Баскетболом занимался под руководством тренеров Красноярского ТФК — В.И. Телятникова и К.И. Ленера. Играл за команду «Шахтёр» в 1956 году и параллельно работал с группами подготовки в ДСШ по баскетболу Кировского района: в том году им была основана секция по баскетболу на базе красноярской городской школы № 46. В 1959 году с командой выиграл первенство города, на первенстве СССР занял 3-е место.

### Карьера тренера
В 1962—1996 годах — старший тренер СДЮШОР Ленинского района, занимал пост председателя городской и краевой федераций баскетбола. Работал формально при радиозаводе. Его воспитанники 1946 года рождения выиграли один из зональных турниров первенства РСФСР. В 1987 году он должен был поехать в Грецию на чемпионат Европы, однако факт работы при радиозаводе не позволил ему выехать за границу; с воспитанниками 1978 и 1980 годов рождения выезжал на ряд заграничных турниров (в том числе в Италии и Испании), также его команда старшей возрастной группы выиграла турнир в Стокгольме, в котором участвовали 76 команд (победу принёс Алексей Нифантьев, набравший более 10 очков).
Репитой был основан открытый краевой турнир по баскетболу среди ветеранов и ряд детско-юношеских соревнований.

### Смерть
Умер 23 ноября 2020 года в Красноярске на 86-м году жизни.

## Известные воспитанники
- Сергей Тараканов (олимпийский чемпион 1988 года и чемпион мира 1982 года)
- Сергей Иванов (вице-чемпион мира 1994 года)
- Михаил Силантьев (двукратный обладатель Кубка кубков в составе ленинградского «Спартака», киноактёр
- Юрий Невкин (преподаватель)[3]
- Александр Сундуков, Геннадий Соловьев[1], Вячеслав Калюжский, Владимир Смелый, Юрий Лейченко, Евгений Разумов (кандидаты наук) и другие[3].

В первом тренерском наборе занимался призёр Олимпийских игр в толкании ядра Эдуард Гущин. В сборной Красноярского края по баскетболу, которую возглавлял Репита, в разные годы играли известный футбольный тренер Олег Романцев, заместитель председателя правительства РФ Александр Новак и губернатор Алтайского края Виктор Томенко.

## Награды
- Ветеран труда[6]
- Ветеран спорта[6]
- Почётная грамота Министерства образования РСФСР (1965)[1]
- Почётный знак «За заслуги в развитии физической культуры и спорта»[2][6]
- Заслуженный тренер РСФСР (1987)[1]
- Нагрудный знак «Отличник физической культуры и спорта»[2][6]
- Нагрудный знак «Герб города Красноярска»[6]

## Память
21 апреля 2022 года была открыта мемориальная доска на ул. Ленина, 116 в Красноярске — там Василий Репита жил с 1978 года до самой смерти. Проектированием доски занимался Евгений Разумов. Монумент открыл Сергей Тараканов и правнук Репиты Макар Сидоров.